# Antes

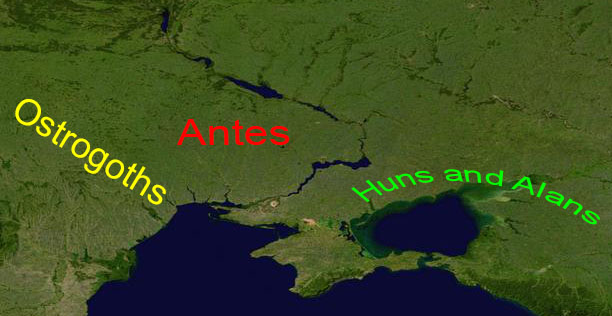
Situation vers 380.

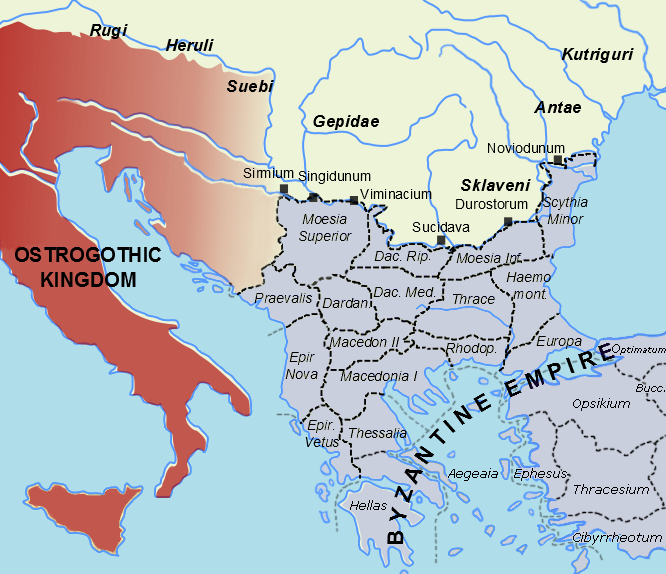
Situation vers 520.

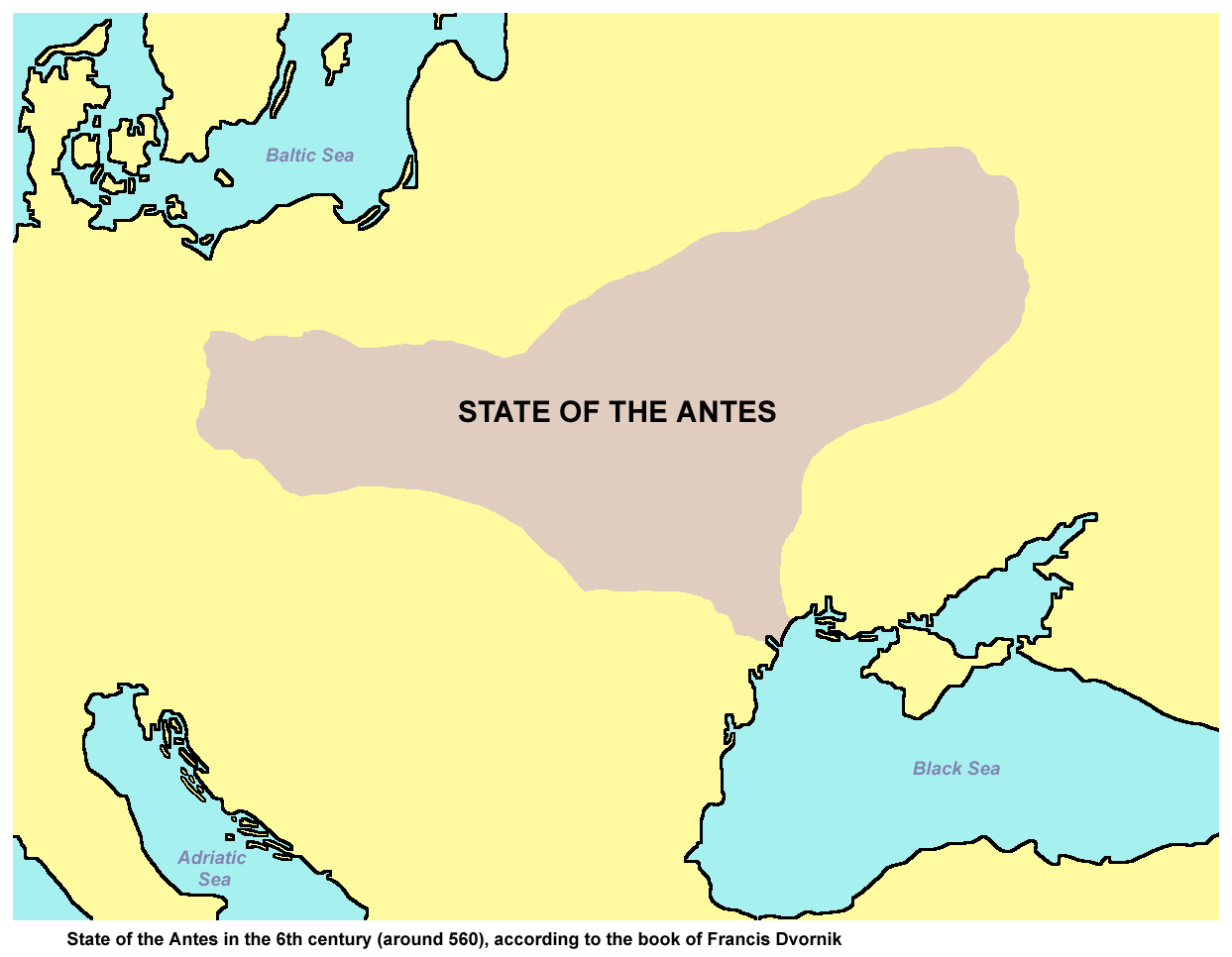
L'État des Antes vers 550, d’après François Dvornik.

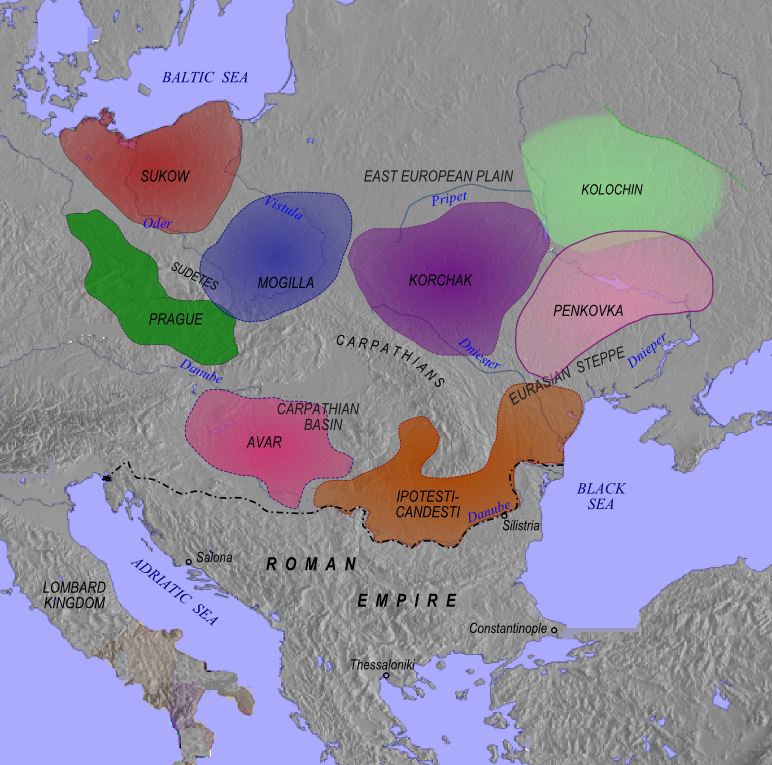
Cultures d'Ipotești-Cândești et de Penkovka, auxquelles on identifie les Antes, vers 650.

Les Antes (en latin : Antae ; en grec : Áνται) étaient un ensemble de populations qui vécurent aux VIe siècle et VIIe siècle dans une vaste région englobant les bassins hydrographiques du bas-Danube, du Dniestr, du Boug méridional, du Dniepr et du Don, dans des territoires formant de nos jours la Roumanie, la Moldavie, l’Ukraine et la Russie centrale et méridionale. On associe, généralement, ces populations à la culture de Pen’kovka (en) dont plus de soixante sites ont été identifiés au sud-est de l’Ukraine, notamment aux environs de Tcherkassy, Krementchouk et entre Dnipropetrovsk et Zaporijia.
On trouve les Antes mentionnés pour la première fois dans l’histoire en 518. Entre 533 et 545, ils envahirent le diocèse de Thrace, avant de devenir des alliés (foederati) de l’Empire romain d'Orient et de se voir confier un fort du nom de « Turris » (latin pour « tour ») à un endroit stratégique au nord du Danube, afin de protéger les territoires byzantins contre les invasions barbares. À titre d’alliés, les Antes participèrent à diverses campagnes byzantines de 545 à 580. Au début du VIIe siècle les Avars de Pannonie attaquèrent et vainquirent les Antes qui disparaissent alors des sources pour laisser place aux Slaves.
L’identité des Antes est discutée : ensemble unitaire ou confédération alano-sarmate, roxolane et slave formée au IVe siècle face aux Goths cités par Jordanès ? Dans une perspective protochroniste, les Antes auraient bien été une confédération, mais exclusivement slave, composée des tribus croates, drevliennes, dulèbes, oulitches, polanes, séverianes et tivertses, ayant formé un État unitaire au VIe siècle.

## Historiographie

### Les Antes dans les sources
Nous ne disposons malheureusement d’aucune source slave contemporaine des Antes. Les premières ont été écrites quelque cinq cents ans après les faits : la « Chronique » de Cosmas de Prague (écrite vers 1120), le Gallus Anonymus (écrit en Pologne vers 1115) et la Chronique des Temps passés (écrite à Kiev vers 1111). Force est donc de se rapporter pour les sources à des auteurs byzantins.
Le premier à mentionner les Antes fut Jordanès, fonctionnaire devenu écrivain qui vécut au VIe siècle et qui se proclame d’ascendance goth ou alane. Selon lui, les Antes étaient les descendants des anciens Venethi qu’il mentionne à côté des Sklavènes et des Antes. Ils vivaient entre le Dniestr et le Dniepr à proximité des Sklavènes dont le territoire s’étendait « de la ville de Noviodunum et du lac Mursianus au Danastr, et au nord aussi loin que la Vistule ». 
Procope de Césarée (vers 500 – après 565) qui accompagna le général Bélisaire lors des guerres de Justinien Ier (r. 525 – 567) mentionne tout comme Jordanès qu’Antes et Sklavènes étaient voisins et avance, contrairement au premier, que dans les temps anciens ils s’appelaient Sporoi (Σπόροι),. Contrairement aussi à Jordanès il fait vivre les Antes immédiatement au-delà de la rive nord du Danube, c’est-à-dire en Valachie. Toutefois, ce manque apparent de concordance pourrait simplement signifier que les Antes, loin d’être une entité regroupée sur un territoire restreint, étaient répandus dans une vaste région qui s’étendait  sur une bonne partie de la Scythie sarmate,.
Agathias le Scholastique (vers 530 - entre 582 et 594), historien de la fin du règne de Justinien qui continue Procope, sans écrire sur les Antes en tant que tels, mentionne un officier militaire du nom de Dabragezas d’origine ante qui commandait les troupes romaines sur le front de Crimée en 555.
Enfin, Théophylacte Simocatta, historien byzantin du début du VIIe siècle, affirme qu’en 602 les troupes avares sous le commandement d’Apsich en vinrent aux prises avec les Antes mais sans préciser l’issue des combats.

### Fiabilité des sources
Procope de Césarée et Jordanès sont ainsi en désaccord à la fois sur les ancêtres des Antes et le lieu où ils habitaient.
L’exactitude de la Getica de Jordanès en tant que source ethnographique soulève des doutes. Walter Goffart, entre autres, soutient que la Getica constitue une histoire purement mythique des Goths et d’autres peuples. Selon lui, le but de Jordanès, spécialement en ce qui a trait à l’origine scandinave des Goths aurait été de démontrer qu’il n’y avait pas de place pour ceux-ci dans l’Empire romain,. Florin Curta ajoute que Jordanès n’avait pas de connaissance véritable de ce qu’était la « Scythie » en dépit du fait qu’il prétendait être de descendance goth et qu’il était né en Thrace. Il aurait simplement emprunté son matériel à des historiens qui le précédaient et aurait relié sans preuve les Sklavènes et les Antes aux anciens Venethi qui, de toute façon, avaient déjà disparu à l’époque. Cet anachronisme serait dû à une technique « modernisatrice » en fonction de laquelle Jordanès aurait rapporté des évènements anciens  se produisant dans les Balkans telle la guerre entre l’Ostrogoth Vithimiris et les Alains comme s’il s’agissait de la guerre entre Vinitharius et les Antes contemporains. Quoi qu’il en soit, les Antes ne sont mentionnés dans aucune source au IVe siècle et les « Ostrogoths » ne devinrent un peuple qu’au Ve siècle,.

### La recherche sur les Antes
Depuis le début du XVIIe siècle les Antes ont fait l’objet de nombreuses théories sur leurs origines de la part d’historiens, de linguistes, d’archéologues et d’ethnologues, recherches aboutissant à des thèses variées, visant quelquefois l’appropriation ethnographique des Antes par les chercheurs de différentes nationalités allemande et est-européennes; des origines iraniennes, gothiques et slaves ont été avancées ou encore un amalgame d’entre elles.
Le premier chercheur important fut sans doute Adam Naruszcewicz (1733 – 1796) qui dans son livre « Histoire de la nation polonaise » écrit à la demande du roi Stanisclave-Auguste, donne les Antes comme les ancêtres de toutes les nations slaves avec les Sklavènes et les Venethi mentionnés par Jordanès.
Philologue allemand, Johann Casper Zeuss (1806 – 1856) croit que les Sklavènes étaient des Slaves occidentaux et les Antes un mélange de Slaves méridionaux et orientaux .
Selon son contemporain Pavel Josef Šafárik (1795 -1861) les Byzantins auraient donné le nom d’Antes à des tribus germaniques d’Europe de l’Est. Le fait qu’ils aient disparu des sources serait simplement dû à leur migration vers d’autres contrées.
Dans la deuxième partie du XIXe siècle, l’intérêt pour les Antes se concentre surtout en Russie où des spécialistes non seulement les mentionnent parmi les Slaves orientaux, mais en font les ancêtres des tribus mentionnées dans la Chronique des temps passés, la plus ancienne chronique slave orientale qui nous soit parvenue.
L’idée que les Antes seraient d’origine caucasienne vient de l’ethnographe danois Axel Olrik (1814 – 1899) qui souligne les similarités entre certains personnages de contes folkloriques et l’histoire de Boz, roi des Antes, crucifié avec ses nobles par le roi des Goths. Bien qu’il soit démontré maintenant que ce sont les contes en question qui furent inspirés par Jordanès, l’ethnographe et anthropologue slovène Nico Županić (1876-1961) conclut que les Antes furent un mélange de Slaves indo-européens, de gens du Caucase et, naturellement, de tribus serbes, croates et tchèques. George Vernadsky (1887 – 1973), historien d’origine russe, adoptant et adaptant les thèses de Županić, propose que les Antes fussent en fait des Alains (correspondant aux Ossètes de nos jours), thèse qui fut reprise par F. Dvornik, ecclésiastique et historien tchécoslovaque (1893-1975), dans The Making of Central Europe (1949) et The Slavs, their Early History and Civilization (1956).
En Russie, l’historien ukrainien Mykhailo Hrushvs’kyi (1866-1934) s’opposa à la thèse d’une origine asiatique en insistant sur l’importance dans la culture des Antes des assemblées populaires comme source du pouvoir. Pour lui, les Antes étaient les ancêtres de la branche méridionale des Slaves orientaux et, par conséquent, les ancêtres des Ukrainiens modernes.
Une place importante dans la recherche sur les Antes doit être faite aux études du linguiste et philologue Nicolai Marr (1865 – 1934) dont les recherches sur les mutations linguistiques s’apparentaient aux théories de Marx sur les mutations des moyens de production. Il devait influencer les travaux de plusieurs chercheurs soviétiques comme Rybakov, Artamonov et Trit’iakov.
Boris A. Rybakov, historien et archéologue russe (1908-2001), vit dans les Antes les premiers Rus’ kiéviens. Petr Trit’iakov (1909 – 1976) vit également dans les Antes les ancêtres des Rus’, leur nom originel ayant simplement été remplacé par celui de « Rus’ » (Ros). Enfin, pour Aleksandr Hdal’tov, les Antes étaient un conglomérat d'Alano-Sarmates, Roxolans, Slaves et Sporoi coalisés au IVe siècle contre les Goths mentionnés par Jordanès.
Les recherches archéologiques des années 1950 confortèrent l’idée de l’appartenance des Antes au groupe slave tout en faisant naitre de nouvelles divergences avec la découverte de sites archéologiques comme celui de Pen’kivka (région de Kirovohrad en Ukraine) ainsi que de trésors d’argent et de bronze enfouis et connus sous le nom d’ « antiquités antiennes » attribués par divers spécialistes à différentes cultures.
Un autre archéologue soviétique, Valentin V. Sedov (1924 – 2004), sur la base de ces fouilles, en vint à la conclusion que les Antes étaient des Slaves auxquels se seraient mêlés des éléments iraniens comme en témoigne le nom même d’Antes. Sedov fit une distinction entre les Antes localisés sur le Danube et les Antes du Moyen Dniestr et du Moyen Dniepr, ces derniers étant ceux qui firent alliance avec Byzance.
De nos jours, Florin Curta (né en 1965) historien et archéologue roumano-américain, soutient que contrairement à ce qu’affirme Jordanès sur le lien entre Antes et Veneti, les premiers seraient originaires de là où on les situait à l’origine : les bords sud-est du bassin des Carpates.

## Histoire

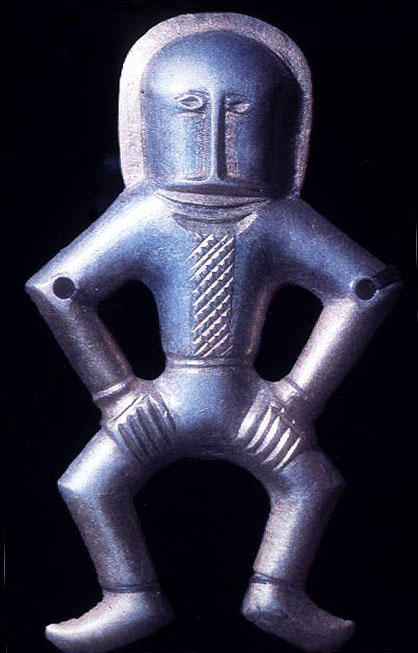
Une pièce du trésor de Martynivka.

### IersiècleauIVesiècle
En raison du peu de sources primaires dont nous disposons d’une part, du nombre de théories sur l’origine et l’arrivée des Antes dans l’Empire byzantin d’autre part, il est malaisé de tracer de façon certaine l’histoire des Antes avant les Ve siècle et VIe siècle.
D’après les historiens qui établissent un lien entre les Antes et les Sarmates, les premiers auraient constitué un sous-groupe des Alains qui dominèrent la mer Noire et le nord du Caucase au cours de la période de déclin des Sarmates au profit des Goths. Établis d’abord entre la Prut et le Dniestr aux Ier siècle et au IIe siècle les Alains virent, au IVe siècle, le centre de leur pouvoir se déplacer vers le nord, au sud de la rivière Boug. Aux Ve siècle et au VIe siècle, ils se seraient installés en Volhynie au nord-ouest de l’Ukraine et par la suite sur le Moyen Dniepr près de l’actuelle ville de Kiev . Au fur et à mesure qu’ils progressaient vers le nord ils auraient rassemblé les tribus slaves allant de la steppe ouverte à la steppe des forêts et le nom d’ « Antes » aurait été donné à cette association slavo-alane.
Quoi qu’il en soit des origines de la tribu, à la fois Jordanès et Procope semblent suggérer qu’au Ve siècle, les Antes appartenaient au groupe des Slaves. Alors qu’il décrit le territoire occupé par les Scythes, Jordanès écrit : « La race nombreuse des Venethi est répandue sur un grand territoire. Bien que leurs noms soient maintenant dispersés parmi divers clans et endroits, ils étaient principalement appelés Sklavènes et Antes ». Un peu plus loin, décrivant les hauts faits d’Ermanaric, le légendaire roi ostrogoth, il écrit que « les Venethi se retrouvent sous trois noms : Venethi, Antes et Sklavènes ». Enfin, il décrit une bataille entre le roi Antes Boz et Vinitharius, successeur d’Ermanaric, après qu’ils aient été soumis par les Huns. Après avoir initialement défait les Goths, les Antes perdirent la seconde bataille et Boz ainsi que soixante-dix de ses nobles furent crucifiés,.
Traditionnellement, les historiens ont accepté d’emblée ces faits, car les Venethi étaient une tribu mentionnée par des historiens  comme Tacite, Ptolémée et Pline l’Ancien dès le IIe siècle.

### VIesiècleetVIIesiècle
Les premiers contacts entre l’Empire byzantin et les Antes datent de 518. Une invasion rapportée par Procope semble coïncider avec la révolte de Vitalien, général  qualifié de « goth » ou de « scythe » par les sources byzantines, contre l’empereur Anastase Ier  (r.491 – 518). Vitalien fut intercepté et défait par le magister militum per Thraciam, Germanus. Ce dernier fut remplacé par Chilbudius au début des années 530, lequel fut tué trois ans plus tard lors d’une expédition contre les Sklavènes. Sa mort semble avoir conduit Justinien à modifier sa politique à l’endroit des Slaves et de passer de l’offensive à la défensive comme en témoigne son ambitieux programme de renforcement des garnisons le long du Danube. Procope note également que vers 539-540, Antes et Sklavènes « devinrent hostiles l’un envers l’autre et en vinrent aux prises »  probablement encouragés en cela par les Byzantins cherchant à « diviser pour régner ». En même temps, les Byzantins recrutaient des mercenaires dans l’un et l’autre camp pour les aider dans leur guerre contre les Ostrogoths. Tant Procope que Jordanès rapportent de nombreuses expéditions conduites par des « Huns », des Slaves, des Bulgares et des Antes dans les mêmes années, mentionnant que 32 forteresses et 120 000 soldats byzantins avaient été capturés. Entre 533 et 545 les Antes envahirent le diocèse de Thrace, faisant captifs de nombreux soldats byzantins qu’ils emmenèrent en captivité vers leurs territoires au nord du Danube. Cette période fut effectivement troublée par de nombreux raids conduits par différentes tribus barbares y compris les Antes.
Peu après, les Antes devinrent alliés des Byzantins et reçurent, contre un montant en or, un fort appelé « Turris » situé sur un point stratégique quelque part au nord du Danube avec mission d’empêcher la conduite d’incursions par d’autres barbares en territoire byzantin. Les Byzantins devaient du reste conclure des ententes similaires avec d’autres tribus y compris les Lombards pour diminuer la pression sur le Bas Danube et leur permettre de transférer des troupes en Italie . C’est ainsi qu’en 545 on voit des soldats Antes se battre à Lucania contre les Ostrogoths et que dans les années 580 ils attaquèrent des colonies de peuplement Sklavènes à la requête des Byzantins. En 555 et 556, un général d’origine Antes, Dabragezas (voir plus haut), conduisit la flotte byzantine en Crimée contre les positions perses.
Les Antes devaient continuer à être alliés aux Byzantins jusqu’à leur disparition dans la première décennie du VIIe siècle. Pendant cette période, ils entrèrent à maintes reprises en conflit avec les Avars comme le rapporte Ménandre Protecteur  dans les années 560. En 602, voulant punir l’Empire byzantin pour leurs attaques contre leurs alliés Sklavènes, les Avars envoyèrent le général Apsich « détruire la nation des Antes » . En dépit de nombreuses défections vers les forces byzantines, les Avars semblent avoir réussi dans leur entreprise, car par la suite les Antes n’apparaissent plus dans les sources. La seule référence est celle du terme « Anticus » (vainqueur des Antes) qui apparait dans la titulature impériale en 612. Selon Curta, l’attaque sur les Antes en 602 réussit à détruire leur indépendance politique . Cependant, sur la foi de ce titre d’ « Anticus », Georgios Kardaras croit plutôt que la disparition des Antes serait le résultat de la destruction du limes  scythe/danubien inférieur qu’ils avaient mission de défendre, ce qui mit fin à leur hégémonie dans la région du Bas Danube.
D’autres hypothèses ont été suggérées, comme celle de l’oppression par les Avars des Dulebes, une tribu vivant le long de la rivière Boug dans ce qui est aujourd’hui l’est de l’Ukraine rapportée dans « La Chronique des Temps Passés ». Une autre tradition rapportée par Al-Masudi et Abraham ben Jacob mentionne que dans les temps anciens les Walitābā (que certains lisaient comme Walīnānā et identifiaient aux Volhyniens ) étaient "les Saqaliba d' origine, de sang pur, très honorés" et dominaient le reste des tribus slaves, mais en raison de "la dissidence", leur "organisation d'origine fut détruite" et «le peuple se divisait en factions, chacune gouvernée par son propre roi», impliquant l'existence d'une fédération slave qui périt après l'attaque des Avars,. C’est aussi à partir de ce moment que commencent à apparaitre les premières colonies de peuplement slave dans le nord-est de la Bulgarie.